# Crvenperka
Crvenperka (Scardinius erythrophthalmus) — vrsta je slatkovodne ribe porodice šarana (lat. Cyprinidae), roda crvenperke (lat. Scardinius) — reda šaranki (lat. Cypriniformes).
Poznata je i pod nazivima: Crvenookica, Jandroga, Rdečeoka.

## Osnovna obilježja
Crvenperka ima visoko i bočno prilično spljošteno tijelo, njezino ime dolazi od jarko crvenih peraja, koja pojačavaju boju od korijena do vrha. Prsna i leđna peraja su obično više narančaste, ali općenito boje i intenzitet boje ovisi o sredini u kojoj žive ribe. Ova vrsta ima mala i prema gore usmjerena usta, oči su žuto crvene boje.
Crvenperka može narasti do veličine od oko 45 cm.

## Stanište i ponašanje
Crvenperka je bento-pelagička slatkovodna riba, široko rasprostranjena u Europi i srednjoj Aziji, oko bazena Sjevernog, Baltičkog, Crnog mora, te Kaspijskog i Aralskog jezera.

## Način hranjenja
Crvenperka voli čistu vodu bogatu biljkama. Ona se također hrani na vodenoj vegetaciji, kada temperatura prelazi 18 °C. Lovi živi plijen u gornjim slojevima. Ona voli mezotropičke vode, dok se ponekad nalazi zajedno s grgečima u vodama koje su siromašne hranjivim tvarima.

## Razmnožavanje
Mrijesti se od travnja do srpnja, kod temperature vode od 18 °C. Ženka ima od 100 do 200 tisuća jajašaca.

## Gastronomska vrijednost
Crvenperka je cijenjena riba u nekim mjestima, ali ponekad ima blagi okus po blatu. Prženi Crvenperka (tencas fritas) je jedno od nekolicine tradicionalnih jela na temelju ribe Extremadure.

## Strani nazivi
Common rudd (engleski); Rotfeder (njemački); Scardola (talijanski); Rotengle (francuski); Краснопёрка (ruski)

## Vanjske poveznice
|  | Zajednički poslužitelj ima stranicu o temi Crvenperka    |
|  | Zajednički poslužitelj ima još gradiva o temi Crvenperka |
|  | Wikivrste imaju podatke o taksonu Crvenperka             |
|  | Wječnik ima rječničku natuknicu crvenperka               |